# Emerson Royal
Emerson Aparecido Leite de Souza Júnior (São Paulo, Brasil, 14 de gener de 1999), més conegut com a Emerson Royal o simplement Emerson, és un futbolista professional brasiler que juga com a lateral dret al Flamingo i a la selecció nacional del Brasil.

## Primers anys de vida
Emerson va néixer a São Paulo, però va créixer a Americana, São Paulo.

## Carrera

### Ponte Preta
Emerson es va incorporar a les categories inferiors del Ponte Preta el 2015, després d'haver jugat al Palmeiras, el São Paulo i el Grêmio. Després de ser suplent en alguns partits de la Sèrie A del Campionat Brasiler 2016, va debutar amb la selecció absoluta el 22 de febrer de 2017, substituint a Artur, lesionat, en un empat a casa contra el Linense (2-2) en el Campionat Paulista. Tot i ser amonestat i cometre un penal, va ser titular per primer cop tres dies després, en una derrota per 1-0 a casa contra el São Bernardo.
Emerson va debutar a la Série A el 5 de novembre de 2017, substituint a John Kleber, lesionat, en una derrota per 2-0 a Bahia. Va jugar tres partits a la lliga durant la temporada, en què el seu equip va patir el descens.
Ascendit al primer equip de cara a la temporada 2018, Emerson es va convertir en titular habitual del Macaca, disputant 14 partits en el Campionat Paulista del 2018. El 2 d'abril de 2018, va marcar el seu primer gol com a professional, el de la victòria a la final del campionat Paulista do Interior contra el Mirassol.

### Atlético Mineiro
El 27 d'abril de 2018, Emerson va signar un contracte per cinc anys amb l'Atlético Mineiro, per una xifra estimada de 5 milions reals brasilers (800.000 €). Com a part de l'acord, Danilo Barcelos es va traslladar en direcció oposada en qualitat de préstec.
Emerson va debutar amb el club el 19 de maig del 2018, jugant els 90 minuts en una victòria per 1-0 davant el rival Cruzeiro. Inicialment suplent de Patric, va acabar l'any amb 23 partits de lliga. Va marcar el seu primer gol en la màxima categoria el 30 de setembre, marcant el tercer del seu equip en la golejada per 5-2 a l'Sport.

### Reial Betis
El 31 de gener 2019, l'Atlètic va anunciar la transferència d'Emerson per al FC Barcelona, vigent a partir del juliol 2019, d'€ 12,7 milions. L'acord consistia en una operació financera conjunta entre el Barça i el Reial Betis , company de Lliga, en què cada club pagava la meitat de la quota de transferència i mantenia un percentatge dels drets econòmics d'Emerson. Ell anava a convertir-se en un jugador de Betis al juliol de 2019, amb el Barça la celebració de l'opció de readquirir ell per € 6 milions en 2021. Inicialment, es va unir al Betis cedit per l'Atlètic per a la resta de la temporada 2018-19, període durant el qual va fer set aparicions al club i també cedit pel Barcelona per a una llarga temporada de 2 anys.

### FC Barcelona
El 2 de juny de 2021, el Barça va exercir l'opció de compra per recuperar per tres temporades Emerson, que va passar dues temporades i mitja cedit al Reial Betis. El Barça va pagar 9 milions d'euros per aquest traspàs, ja que s'incorporaria al club a partir de l'1 de juliol. Va debutar amb el primer equip del FC Barcelona el 15 d'agost de 2021, entrant com a suplent pels darrers vint minuts, en el primer partit de la lliga 2021-22 al Camp Nou contra la Reial Societat.

### Tottenham Hotspur
El 31 d'agost de 2021, i després que només hagués jugat tres partits oficials amb el FC Barcelona, el Tottenham va anunciar el traspàs del jugador, a canvi de 25 milions d'euros, i amb un contracte per cinc anys.

## Carrera internacional
Emerson va ser convocat a la selecció sub-20 del Brasil per al Torneig de Toló de 2017. Va ser el lateral dret titular en el campionat sud-americà sub-20 del 2019 i en el torneig de Toló del mateix any, havent guanyat aquest últim amb la selecció sub-23 del Brasil.
Emerson va debutar amb la selecció absoluta del Brasil el 19 de novembre de 2019, sortint de la banqueta en una victòria per 3-0 davant Corea del Sud.

## Estadístiques
Actualitzat l'últim partit disputat el 31 d'agost de 2021.
| A.A. Ponte Preta · Brasil                                                                              | 1a            | 2017          | 3   | 0 | 2  | 0 | 1  | 0 | 0 | 0  | 6   | 0 |
| A.A. Ponte Preta · Brasil                                                                              | 2.ª           | 2018          | 0   | 0 | 14 | 1 | 5  | 0 | — | —  | 19  | 1 |
| A.A. Ponte Preta · Brasil                                                                              | Total club    | Total club    | 3   | 0 | 16 | 1 | 6  | 0 | 0 | 0  | 25  | 1 |
| Atlético Mineiro · Brasil                                                                              |               |               |     |   |    |   |    |   |   |    |     |   |
| 1a | 2018          | 23            | 1   | — | —  | — | —  | — | — | 23 | 1   |   |
| Total club                                                                                             | Total club    | 23            | 1   | 0 | 0  | 0 | 0  | 0 | 0 | 23 | 1   |   |
| Real Betis Balompié · Espanya                                                                          | 1a            | 2018-19       | 6   | 0 | —  | — | 0  | 0 | 1 | 0  | 7   | 0 |
| Real Betis Balompié · Espanya                                                                          | 1a            | 2019-20       | 33  | 3 | —  | — | 1  | 0 | — | —  | 34  | 3 |
| Real Betis Balompié · Espanya                                                                          | 1a            | 2020-21       | 34  | 1 | —  | — | 4  | 1 | — | —  | 38  | 2 |
| Real Betis Balompié · Espanya                                                                          | Total club    | Total club    | 73  | 3 | 0  | 0 | 1  | 0 | 5 | 1  | 79  | 5 |
| FC Barcelona · Catalunya                                                                               | 1a            | 2021-22       | 3   | 0 | —  | — | 0  | 0 | 0 | 0  | 3   | 0 |
| FC Barcelona · Catalunya                                                                               | Total club    | Total club    | 3   | 0 | 0  | 0 | 0  | 0 | 0 | 0  | 3   | 0 |
| Tottenham Hotspur · Anglaterra                                                                         | 1a            | 2021-22       | 0   | 0 | —  | — | 0  | 0 | 0 | 0  | 0   | 0 |
| Tottenham Hotspur · Anglaterra                                                                         | Total club    | Total club    | 0   | 0 | 0  | 0 | 0  | 0 | 0 | 0  | 0   | 0 |
| Total carrera                                                                                          | Total carrera | Total carrera | 102 | 4 | 16 | 1 | 12 | 1 | 1 | 0  | 118 | 6 |
| (1) Inclou dades de la Copa de Brasil i la Copa del Rei (2) Inclou dades de la Lliga Europa de la UEFA |               |               |     |   |    |   |    |   |   |    |     |   |

## Palmarès
AC Milan
- 1 Supercopa italiana: 2024[20]